# Batrisodes clypeonotus
Batrisodes clypeonotus är en skalbaggsart som först beskrevs av Brendel 1893.  Batrisodes clypeonotus ingår i släktet Batrisodes och familjen kortvingar. Inga underarter finns listade i Catalogue of Life.